# Église Notre-Dame de Xambes
L'église Notre-Dame de Xambes est une église catholique située à Xambes, dans le département français de la Charente.

## Localisation
L'église est en Charente, sur la commune de Xambes.
Xambes était situé sur un chemin saunier qui partait du port de Basseau et l'on y acquittait un péage.

## Historique
Notre-Dame de Xambes était une vicairie perpétuelle unie au prieuré de Xambes et dépendant de l'abbaye de Saint-Amant-de-Boixe depuis 1140 environ.
Au début du XIe siècle, Xambes aurait été un lieu de pèlerinage prisé. On aurait en effet trouvé dans un puits du  village des reliques de sainte Marie-Madeleine et de saint Vincent de Saragosse.
L'édifice est classé au titre des monuments historiques le 13 novembre 1969.

## Architecture
L'église Notre-Dame de Xambes a été construite au XIe siècle et au XIIe siècle puis au XIIIe siècle et a été très restaurée à la fin du XIXe siècle. 
L'église Notre-Dame de Xambes a perdu sa façade d'origine.
L'abside est à chevet plat et divisions verticales. L'intérieur du chevet est à arcatures. Les colonnes engagées n'y étaient pas purement décoratives, elles soutenaient le doubleau précédant le cul-de-four. L'abside  est datée de la seconde moitié du XIIe siècle. Les bases des colonnes des chevets sont à griffes.
Elle est construite en pierre locale datant du Kimméridgien inférieur fournissant des pierres de petit appareil allongé.
La construction du presbytère est très postérieure, en date de 1742.